# Aldonça Roig d'Ivorra
Aldonça Roig d'Ivorra (Cervera, Catalunya 1454 – Saragossa, 4 d'abril de 1513) fou una aristòcrata catalana, vescomtessa d'Èvol, amant de Ferran II d'Aragó i mare d'Alfons d'Aragó, arquebisbe de Saragossa, València i lloctinent de Catalunya i Aragó.
Nasqué a Cervera l'any 1454 sent filla de Pere Roig i Alemany, vescomte d'Èvol, i Aldonça d'Ivorra. Fou amant del rei Ferran II d'Aragó des que van coincidir a Cervera el 1468 durant les negociacions per al casament entre Ferran i Isabel de Castella, quan Ferran d'Aragó tenia 17 anys i Aldonça 19. D'aquesta relació va néixer un fill, Alfons d'Aragó, que va tenir diferents càrrecs de la màxima importància: arquebisbe de València, arquebisbe de Saragossa, lloctinent de Catalunya i del regne d'Aragó. Un net d'Alfons d'Aragó fou sant Francesc de Borja.
Aldonça Roig va casar-se amb Francesc Galceran Castro-Pinós, vescomte d'Èvol i de Canet, baró de Pinós i Mataplana, tot i que va mantenir el contacte amb el rei Ferran a qui, segons la tradició, acompanya sovint vestida d'home.